# Segretario di Stato per l'istruzione
Il segretario di Stato per l'istruzione (in inglese Secretary of State for Education), noto anche come segretario per l'istruzione (Education Secretary), è un segretario di Stato nel governo del Regno Unito, responsabile del lavoro del Dipartimento per l'istruzione. Il segretario è un membro del Gabinetto del Regno Unito, 14° nella posizione ministeriale. 
La posizione è stata ristabilita il 12 maggio 2010. Secondo le disposizioni per il governo decentrato nel Regno Unito, la sua competenza si applica solo all'Inghilterra, coprendo:
- I primi anni
- L'adozione e la protezione dei minori
- La retribuzione degli insegnanti
- Il curriculum scolastico
- Il miglioramento della scuola
- L'istituzione di accademie e scuole libere.

## Titolo della carica
- 5 febbraio 1857 – 8 agosto 1902: Vicepresidente del Comitato del Consiglio per l'istruzione
- 1º aprile 1900 – 3 agosto 1944: Presidente del Consiglio dell'istruzione
- 3 agosto 1944 – 1º aprile 1964: Ministro dell'istruzione
- 1º aprile 1964 – 10 aprile 1992: Segretario di Stato per l'istruzione e la scienza
- 10 aprile 1992 – 5 luglio 1995: Segretario di Stato per l'istruzione
- 5 luglio 1995 – 8 giugno 2001: Segretario di Stato per l'istruzione e l'occupazione
- 8 giugno 2001 – 27 giugno 2007: Segretario di Stato per l'istruzione e le competenze
- 27 giugno 2007 – 11 maggio 2010: Segretario di Stato per l'infanzia, la scuola e la famiglia
- 11 maggio 2010 – oggi: Segretario di Stato per l'istruzione

## Elenco

### Vicepresidente del Comitato del Consiglio per l'istruzione
| Vicepresidente del Comitato | Vicepresidente del Comitato | Ritratto             | Mandato           | Mandato                        | Partito      | Primo ministro | Primo ministro                                   |
| --------------------------- | --------------------------- | -------------------- | ----------------- | ------------------------------ | ------------ | -------------- | ------------------------------------------------ |
|                             | William Cowper              |                      | 5 febbraio 1857   | 21 febbraio 1858               | Whig         |                | The Viscount Palmerston                          |
|                             | Charles Adderley            |                      | 12 marzo 1858     | 11 giugno 1859                 | Conservatore |                | The Earl of Derby                                |
|                             | Robert Lowe                 |                      | 24 giugno 1859    | 26 aprile 1864 (dimissionario) | Liberale     |                | The Viscount Palmerston                          |
|                             | Henry Bruce                 |                      | 26 aprile 1864    | 26 giugno 1866                 | Liberale     |                | The Viscount Palmerston                          |
|                             | Henry Bruce                 | The Earl Russell     | 26 aprile 1864    | 26 giugno 1866                 | Liberale     |                |                                                  |
|                             | Henry Thomas Lowry-Corry    |                      | 26 giugno 1866    | 19 marzo 1867                  | Conservatore |                | The Earl of Derby                                |
|                             | Lord Robert Montagu         |                      | 19 marzo 1867     | 1º dicembre 1868               | Conservatore |                | The Earl of Derby                                |
|                             | Lord Robert Montagu         | Benjamin Disraeli    | 19 marzo 1867     | 1º dicembre 1868               | Conservatore |                |                                                  |
|                             | William Edward Forster      |                      | 9 dicembre 1868   | 17 febbraio 1874               | Liberale     |                | William Ewart Gladstone                          |
|                             | Viscount Sandon             |                      | 2 marzo 1874      | 4 aprile 1878                  | Conservatore |                | Benjamin Disraeli                                |
|                             | Lord George Hamilton        |                      | 4 aprile 1878     | 21 aprile 1880                 | Conservatore |                | Benjamin Disraeli                                |
|                             | A. J. Mundella              |                      | 3 maggio 1880     | 9 giugno 1885                  | Liberale     |                | William Ewart Gladstone                          |
|                             | Edward Stanhope             |                      | 24 giugno 1885    | 17 settembre 1885              | Conservatore |                | The Marquess of Salisbury                        |
|                             | Sir Henry Holland, Bt       |                      | 17 settembre 1885 | 28 gennaio 1886                | Conservatore |                | The Marquess of Salisbury                        |
|                             | Sir Lyon Playfair           |                      | 13 febbraio 1886  | 20 luglio 1886                 | Liberale     |                | William Ewart Gladstone                          |
|                             | Sir Henry Holland, Bt       |                      | 3 agosto 1886     | 25 gennaio 1887                | Conservatore |                | The Marquess of Salisbury                        |
|                             | Sir William Hart Dyke, Bt   |                      | 25 gennaio 1887   | 11 agosto 1892                 | Conservatore |                | The Marquess of Salisbury                        |
|                             | Sir Arthur Dyke Acland, Bt  |                      | 25 agosto 1892    | 21 giugno 1895                 | Liberale     |                | William Ewart Gladstone                          |
|                             | Sir Arthur Dyke Acland, Bt  | The Earl of Rosebery | 25 agosto 1892    | 21 giugno 1895                 | Liberale     |                |                                                  |
|                             | Sir John Eldon Gorst        |                      | 4 luglio 1895     | 8 agosto 1902                  | Conservatore |                | The Marquess of Salisbury (Coalizione Unionista) |

### Presidente del Consiglio dell'istruzione
| Presidente del Consiglio | Presidente del Consiglio                         | Ritratto        | Mandato          | Mandato                         | Partito              | Primo ministro | Primo ministro                                                   |
| ------------------------ | ------------------------------------------------ | --------------- | ---------------- | ------------------------------- | -------------------- | -------------- | ---------------------------------------------------------------- |
|                          | The Duke of Devonshire                           |                 | 1º aprile 1900   | 8 agosto 1902                   | Liberale Unionista   |                | The Marquess of Salisbury (Coalizione Unionista)                 |
|                          | The Marquess of Londonderry                      |                 | 8 agosto 1902    | 4 dicembre 1905                 | Conservatore         |                | Arthur Balfour (Coalizione Unionista)                            |
|                          | Augustine Birrell                                |                 | 10 dicembre 1905 | 23 gennaio 1907                 | Liberale             |                | Sir Henry Campbell-Bannerman                                     |
|                          | Reginald McKenna                                 |                 | 23 gennaio 1907  | 12 aprile 1908                  | Liberale             |                | Sir Henry Campbell-Bannerman                                     |
|                          | Walter Runciman                                  |                 | 12 aprile 1908   | 23 ottobre 1911                 | Liberale             |                | H. H. Asquith                                                    |
|                          | Jack Pease                                       |                 | 23 ottobre 1911  | 25 maggio 1915                  | Liberale             |                | H. H. Asquith                                                    |
|                          | Arthur Henderson                                 |                 | 25 maggio 1915   | 18 agosto 1916                  | Laburista            |                | H. H. Asquith (Coalizione)                                       |
|                          | The Marquess of Crewe                            |                 | 18 agosto 1916   | 10 dicembre 1916                | Liberale             |                | H. H. Asquith (Coalizione)                                       |
|                          | Herbert Fisher                                   |                 | 10 dicembre 1916 | 19 ottobre 1922                 | Liberale             |                | David Lloyd George (Coalizione)                                  |
|                          | E. F. L. Wood (successivamente Viscount Halifax) |                 | 24 ottobre 1922  | 22 gennaio 1924                 | Conservatore         |                | Andrew Bonar Law                                                 |
|                          | E. F. L. Wood (successivamente Viscount Halifax) | Stanley Baldwin | 24 ottobre 1922  | 22 gennaio 1924                 | Conservatore         |                |                                                                  |
|                          | Charles Trevelyan                                |                 | 22 gennaio 1924  | 3 novembre 1924                 | Laburista            |                | Ramsay MacDonald                                                 |
|                          | Lord Eustace Percy                               |                 | 6 novembre 1924  | 4 giugno 1929                   | Conservatore         |                | Stanley Baldwin                                                  |
|                          | Sir Charles Trevelyan, Bt                        |                 | 7 giugno 1929    | 2 marzo 1931 (dimissionario)    | Laburista            |                | Ramsay MacDonald                                                 |
|                          | Hastings Lees-Smith                              |                 | 2 marzo 1931     | 24 agosto 1931                  | Laburista            |                | Ramsay MacDonald                                                 |
|                          | Sir Donald Maclean                               |                 | 25 agosto 1931   | 15 giugno 1932 (died in office) | Liberale             |                | Ramsay MacDonald (I Governo nazionale e II Governo nazionale)    |
|                          | The Lord Irwin (Viscount Halifax dal 1934)       |                 | 15 giugno 1932   | 7 giugno 1935                   | Conservatore         |                | Ramsay MacDonald (I Governo nazionale e II Governo nazionale)    |
|                          | Oliver Stanley                                   |                 | 7 giugno 1935    | 28 maggio 1937                  | Conservatore         |                | Stanley Baldwin (III Governo nazionale)                          |
|                          | The Earl Stanhope                                |                 | 28 maggio 1937   | 27 ottobre 1938                 | Conservatore         |                | Neville Chamberlain (IV Governo nazionale; Coalizione di guerra) |
|                          | The Earl De La Warr                              |                 | 27 ottobre 1938  | 3 aprile 1940                   | Natzionale Laburista |                | Neville Chamberlain (IV Governo nazionale; Coalizione di guerra) |
|                          | Herwald Ramsbotham                               |                 | 3 aprile 1940    | 20 luglio 1941                  | Conservatore         |                | Winston Churchill (Coalizione di guerra)                         |
|                          | R. A. Butler                                     |                 | 20 luglio 1941   | 3 agosto 1944                   | Conservatore         |                | Winston Churchill (Coalizione di guerra)                         |

### Ministro dell'istruzione

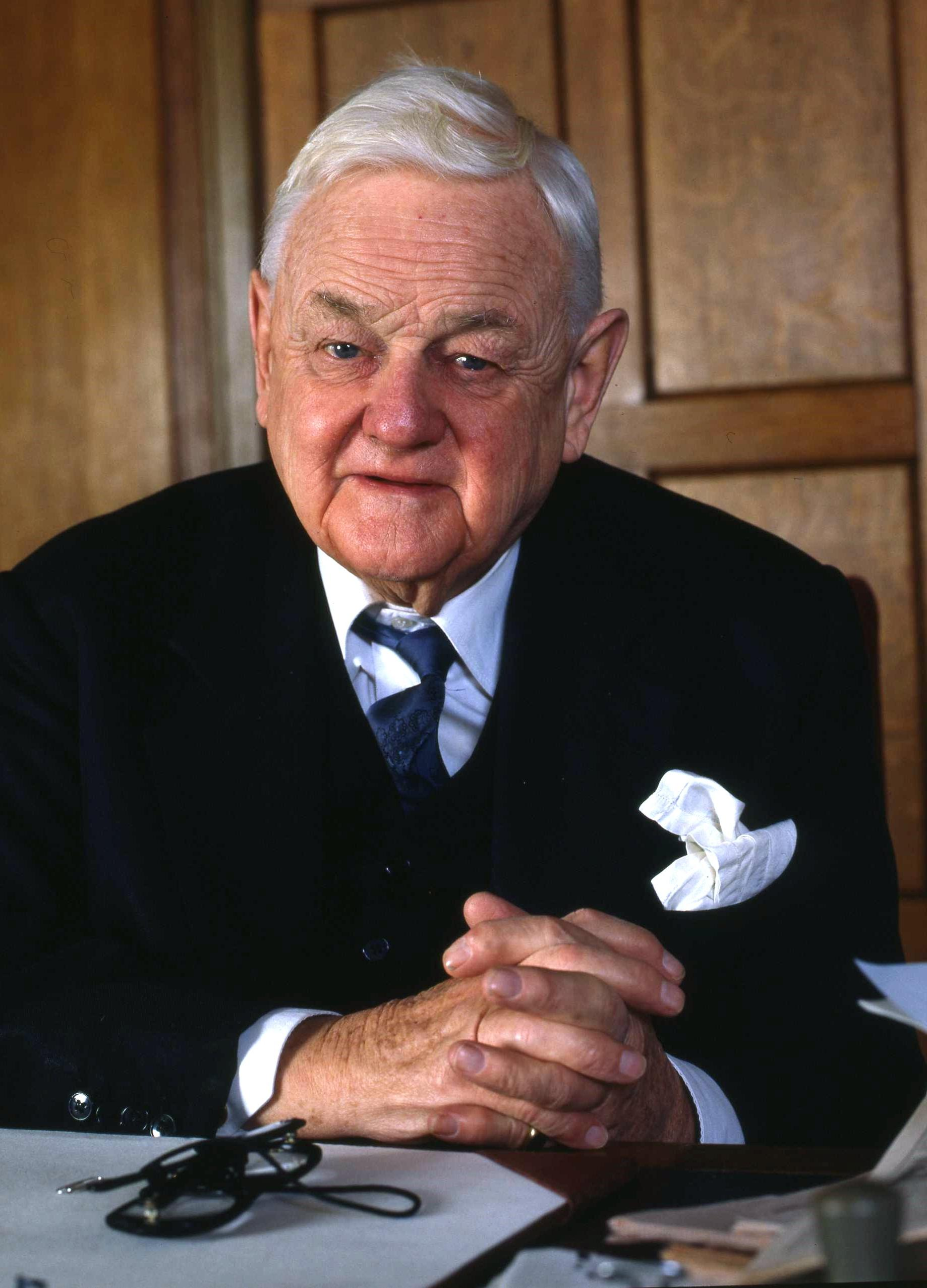
Quintin Hogg, Viscount Hailsham
Ministro dell'istruzione 1957
Segretario di Stato per l'istruzione e la scienza 1964

| Ministro | Ministro              | Mandato           | Mandato                           | Partito      | Primo ministro                            | Primo ministro                           |
| -------- | --------------------- | ----------------- | --------------------------------- | ------------ | ----------------------------------------- | ---------------------------------------- |
|          | R. A. Butler          | 3 agosto 1944     | 25 maggio 1945                    | Conservatore |                                           | Winston Churchill (Coalizione di guerra) |
|          | Richard Law           | 25 maggio 1945    | 26 luglio 1945                    | Conservatore | Winston Churchill (Governo dimissionario) |                                          |
|          | Ellen Wilkinson       | 3 agosto 1945     | 6 febbraio 1947 (morto in carica) | Laburista    |                                           | Clement Attlee                           |
|          | George Tomlinson      | 10 febbraio 1947  | 26 ottobre 1951                   | Laburista    |                                           | Clement Attlee                           |
|          | Florence Horsbrugh    | 2 novembre 1951   | 18 ottobre 1954                   | Conservatore |                                           | Sir Winston Churchill                    |
|          | David Eccles          | 18 ottobre 1954   | 13 gennaio 1957                   | Conservatore |                                           | Sir Winston Churchill                    |
|          | David Eccles          | 18 ottobre 1954   | 13 gennaio 1957                   | Conservatore | Sir Anthony Eden                          |                                          |
|          | The Viscount Hailsham | 13 gennaio 1957   | 17 settembre 1957                 | Conservatore |                                           | Harold Macmillan                         |
|          | Geoffrey Lloyd        | 17 settembre 1957 | 14 ottobre 1959                   | Conservatore |                                           | Harold Macmillan                         |
|          | David Eccles          | 14 ottobre 1959   | 13 luglio 1962                    | Conservatore |                                           | Harold Macmillan                         |
|          | Sir Edward Boyle, Bt  | 13 luglio 1962    | 1º aprile 1964                    | Conservatore |                                           | Harold Macmillan                         |
|          | Sir Edward Boyle, Bt  | 13 luglio 1962    | 1º aprile 1964                    | Conservatore | Sir Alec Douglas-Home                     |                                          |

### Segretario di Stato per l'istruzione e la scienza

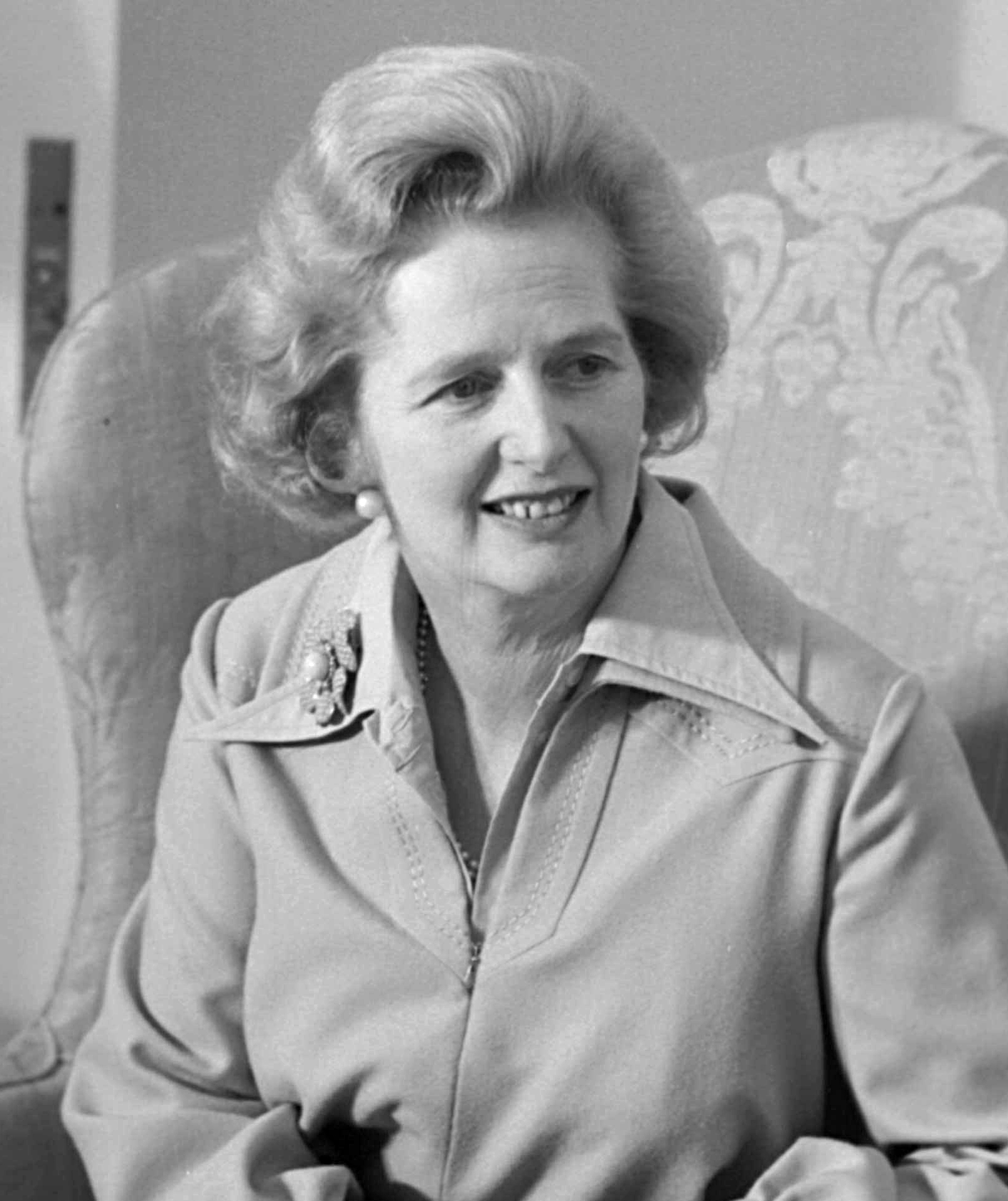
Margaret Thatcher
Segretario di Stato per l'istruzione e la scienza 1970–1974

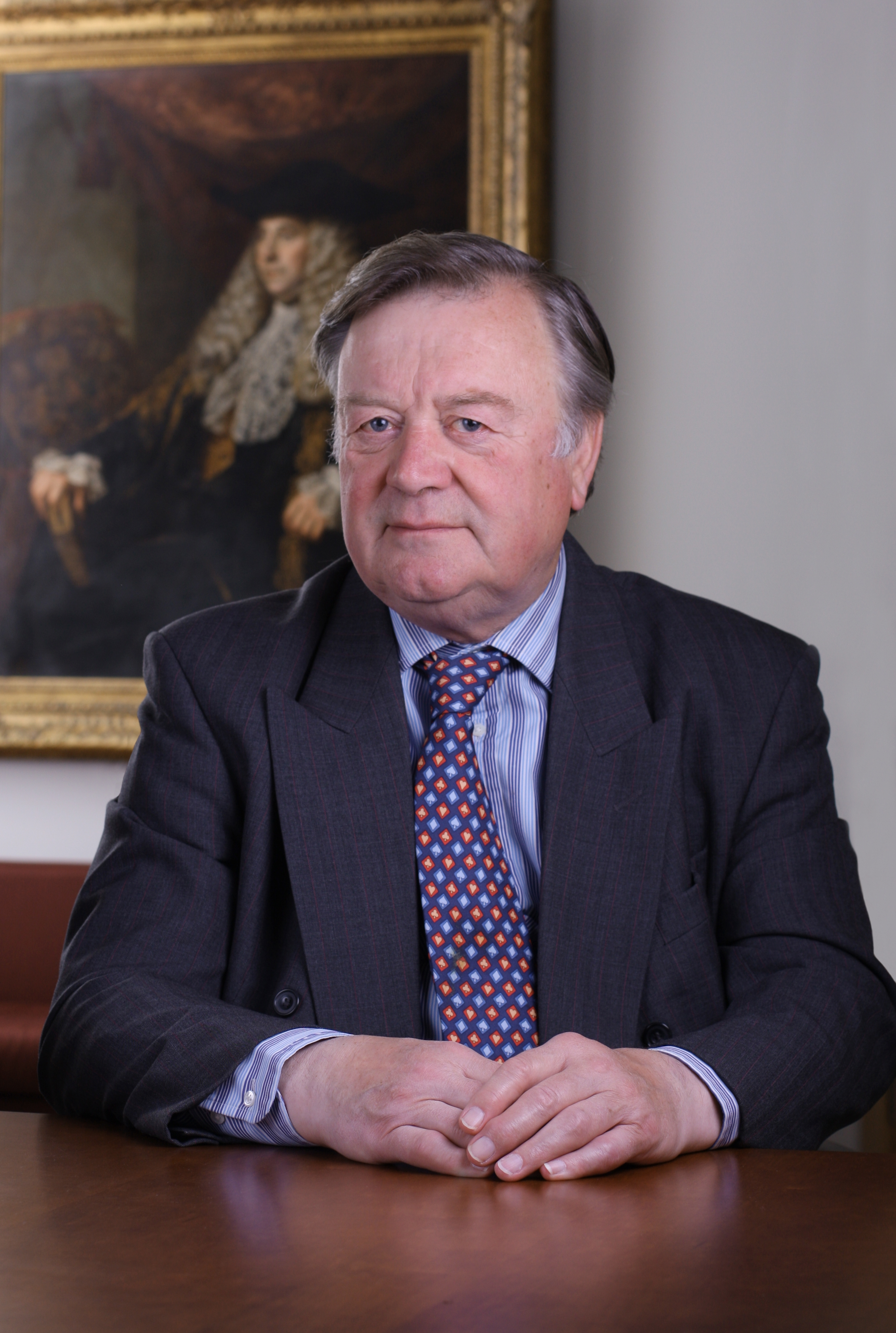
Kenneth Clarke
Segretario di Stato per l'istruzione e la scienza 1990–1992

| Segretario di Stato | Segretario di Stato                       | Mandato           | Mandato           | Partito      | Primo ministro | Primo ministro        |
| ------------------- | ----------------------------------------- | ----------------- | ----------------- | ------------ | -------------- | --------------------- |
|                     | Quintin Hogg (formerly Viscount Hailsham) | 1º aprile 1964    | 16 ottobre 1964   | Conservatore |                | Sir Alec Douglas-Home |
|                     | Michael Stewart                           | 18 ottobre 1964   | 22 gennaio 1965   | Laburista    |                | Harold Wilson         |
|                     | Anthony Crosland                          | 22 gennaio 1965   | 29 agosto 1967    | Laburista    |                | Harold Wilson         |
|                     | Patrick Gordon Walker                     | 29 agosto 1967    | 6 aprile 1968     | Laburista    |                | Harold Wilson         |
|                     | Edward Short                              | 6 aprile 1968     | 19 giugno 1970    | Laburista    |                | Harold Wilson         |
|                     | Margaret Thatcher                         | 20 giugno 1970    | 4 marzo 1974      | Conservatore |                | Edward Heath          |
|                     | Reginald Prentice                         | 5 marzo 1974      | 10 giugno 1975    | Laburista    |                | Harold Wilson         |
|                     | Fred Mulley                               | 10 giugno 1975    | 10 settembre 1976 | Laburista    |                | Harold Wilson         |
|                     | Shirley Williams                          | 10 settembre 1976 | 4 maggio 1979     | Laburista    |                | James Callaghan       |
|                     | Mark Carlisle                             | 5 maggio 1979     | 14 settembre 1981 | Conservatore |                | Margaret Thatcher     |
|                     | Sir Keith Joseph, Bt                      | 14 settembre 1981 | 21 maggio 1986    | Conservatore |                | Margaret Thatcher     |
|                     | Kenneth Baker                             | 21 maggio 1986    | 24 luglio 1989    | Conservatore |                | Margaret Thatcher     |
|                     | John MacGregor                            | 24 luglio 1989    | 2 novembre 1990   | Conservatore |                | Margaret Thatcher     |
|                     | Kenneth Clarke                            | 2 novembre 1990   | 10 aprile 1992    | Conservatore |                | Margaret Thatcher     |
|                     | Kenneth Clarke                            | 2 novembre 1990   | 10 aprile 1992    | Conservatore | John Major     |                       |

### Segretario di Stato per l'istruzione
| Segretario di Stato | Segretario di Stato | Mandato        | Mandato        | Partito      | Primo ministro | Primo ministro |
| ------------------- | ------------------- | -------------- | -------------- | ------------ | -------------- | -------------- |
|                     | John Patten         | 10 aprile 1992 | 20 luglio 1994 | Conservatore |                | John Major     |
|                     | Gillian Shephard    | 20 luglio 1994 | 5 luglio 1995  | Conservatore |                | John Major     |

### Segretario di Stato per l'istruzione e l'occupazione

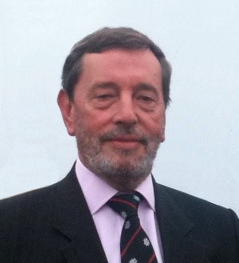
David Blunkett
Segretario di Stato per l'istruzione e l'occupazione 1997–2001

| Segretario di Stato | Segretario di Stato | Mandato       | Mandato       | Partito      | Primo ministro | Primo ministro |
| ------------------- | ------------------- | ------------- | ------------- | ------------ | -------------- | -------------- |
|                     | Gillian Shephard    | 5 luglio 1995 | 2 maggio 1997 | Conservatore |                | John Major     |
|                     | David Blunkett      | 2 maggio 1997 | 8 giugno 2001 | Laburista    |                | Tony Blair     |

### Segretario di Stato per l'istruzione e le competenze
| Segretario di Stato | Segretario di Stato | Ritratto | Mandato          | Mandato                         | Partito   | Primo ministro | Primo ministro |
| ------------------- | ------------------- | -------- | ---------------- | ------------------------------- | --------- | -------------- | -------------- |
|                     | Estelle Morris      |          | 8 giugno 2001    | 24 ottobre 2002 (dimissionario) | Laburista |                | Tony Blair     |
|                     | Charles Clarke      |          | 24 ottobre 2002  | 15 dicembre 2004                | Laburista |                | Tony Blair     |
|                     | Ruth Kelly          |          | 15 dicembre 2004 | 5 maggio 2006                   | Laburista |                | Tony Blair     |
|                     | Alan Johnson        |          | 5 maggio 2006    | 27 giugno 2007                  | Laburista |                | Tony Blair     |

### Segretario di Stato per l'infanzia, la scuola e la famiglia
| Segretario di Stato | Segretario di Stato | Ritratto | Mandato        | Mandato       | Partito                  | Primo ministro | Primo ministro |
| ------------------- | ------------------- | -------- | -------------- | ------------- | ------------------------ | -------------- | -------------- |
|                     | Ed Balls            |          | 28 giugno 2007 | 5 giugno 2009 | Laburista e Co-Operativo |                | Gordon Brown   |
|                     | John Denham         |          | 28 giugno 2007 | 5 giugno 2009 | Laburista                |                | Gordon Brown   |

### Segretario di Stato per l'istruzione
| Segretario di Stato | Segretario di Stato | Ritratto | Mandato           | Mandato           | Partito      | Primo ministro | Primo ministro             |
| ------------------- | ------------------- | -------- | ----------------- | ----------------- | ------------ | -------------- | -------------------------- |
|                     | Michael Gove        |          | 11 maggio 2010    | 15 luglio 2014    | Conservatore |                | David Cameron (Coalizione) |
|                     | Nicky Morgan        |          | 15 luglio 2014    | 13 luglio 2016    | Conservatore |                | David Cameron (Coalizione) |
|                     | Justine Greening    |          | 14 luglio 2016    | 8 gennaio 2018    | Conservatore |                | Theresa May                |
|                     | Damian Hinds        |          | 8 gennaio 2018    | 24 luglio 2019    | Conservatore |                | Theresa May                |
|                     | Gavin Williamson    |          | 24 luglio 2019    | 15 settembre 2021 | Conservatore |                | Boris Johnson              |
|                     | Nadhim Zahawi       |          | 15 settembre 2021 | 5 luglio 2022     | Conservatore |                | Boris Johnson              |
|                     | Michelle Donelan    |          | 5 luglio 2022     | 7 luglio 2022     | Conservatore |                | Boris Johnson              |
|                     | James Cleverly      |          | 7 luglio 2022     | 6 settembre 2022  | Conservatore |                | Boris Johnson              |
|                     | Kit Malthouse       |          | 6 settembre 2022  | 25 ottobre 2022   | Conservatore |                | Liz Truss                  |
|                     | Gillian Keegan      |          | 25 ottobre 2022   | 5 luglio 2024     | Conservatore |                | Rishi Sunak                |
|                     | Bridget Phillipson  |          | 5 luglio 2024     | in carica         | Laburista    |                | Keir Starmer               |